# Ewa Draus
Ewa Maria Draus (ur. 3 kwietnia 1960 w Kolbuszowej) – polska socjolog, politolog, ekonomistka, nauczycielka akademicka i samorządowiec, wojewoda podkarpacki (2005–2007), w latach 2018–2024 wicemarszałek województwa podkarpackiego.

## Życiorys
Córka Władysława i Heleny. Jest absolwentką Liceum Ogólnokształcącego im. Janka Bytnara w Kolbuszowej. Ukończyła socjologię na Wydziale Nauk Społecznych Katolickiego Uniwersytetu Lubelskiego, uzyskując tytuł zawodowy magistra. Następnie wyjechała do Francji, gdzie studiowała w instytucie nauk ekonomicznych i społecznych Institut Catholique de Paris, a później w wyższej szkole handlowej w Lille na kierunku zarządzanie przedsiębiorstwami międzynarodowymi. Po powrocie do kraju odbyła staż zawodowy w Herbapolu w Lublinie, następnie pracowała w Wojewódzkim Urzędzie Pracy w Lublinie. W latach 1997–1999 była dyrektorem Instytutu Badań Marketingowych i Społecznych w Lublinie, a w latach 2000–2003 kierowała Wojewódzkim Urzędem Pracy w Rzeszowie. W 2002 została wykładowcą akademickim w Państwowej Wyższej Szkole Zawodowej w Przemyślu, gdzie rektorem był jej brat Jan Draus, którą później przemianowano na Państwową Wyższą Szkołę Wschodnioeuropejską w Przemyślu.
W wyborach do Parlamentu Europejskiego w 2004 bez powodzenia ubiegała się o mandat z listy Prawa i Sprawiedliwości. 30 listopada 2005 została powołana na stanowisko wojewody podkarpackiego, który to urząd sprawowała do 29 listopada 2007.
W 2010 uzyskała mandat radnej sejmiku podkarpackiego IV kadencji z listy PiS. Od 16 lipca 2013 do 27 czerwca 2014 była wiceprzewodniczącą sejmiku podkarpackiego. W 2014 utrzymała mandat radnej sejmiku podkarpackiego V kadencji po rezygnacji złożonej przez Lucjusza Nadbereżnego. Została wiceprzewodniczącą Komisji Rozwoju Regionalnego i członkiem Komisji Bezpieczeństwa Publicznego i Zatrudnienia. W 2018 ponownie została wybrana na radną sejmiku, po czym objęła stanowisko wicemarszałka województwa. W 2024 utrzymała mandat radnej województwa na kolejną kadencję, kończąc w maju tegoż roku pełnienie funkcji wicemarszałka.
Z ramienia PiS startowała do Sejmu w wyborach w 2011 i 2023.
Działaczka organizacji pozarządowych. Zasiadała w zarządzie Lubelskiego Obserwatorium Problemów Społecznych w Lublinie. W Kolbuszowej współtworzyła Stowarzyszenie na Rzecz Rozwoju Powiatu Kolbuszowskiego „NIL”, pełniła funkcję jego pierwszego prezesa. W 2010 założyła Stowarzyszenie Rewitalizacji i Promocji Kolbuszowej, w 2012 z jej inicjatywy powstało Stowarzyszenie na rzecz Rozwoju Społecznego „Colbusovia”, które zorganizowało w powiecie festiwal nauki i techniki.

## Odznaczenia
- Złoty Krzyż Zasługi (2024)[11][12]